# Шейка (Гомельская область)
Шейка (бел. Шэйка) — деревня в Неглюбском сельсовете Ветковского района Гомельской области Белоруссии.

## География

### Расположение
В 35 км на северо-восток от Ветки, 45 км от железнодорожной станции Добруш (на линии Гомель — Вышков), 54 км от Гомеля.

## Транспортная сеть
Транспортные связи по просёлочной, затем автомобильной дороге Столбун — Ветка. Планировка состоит из почти прямолинейной улицы, близкой к меридиональной ориентации. Застройка деревянная, усадебного типа.

## История
По письменным источникам известна с XIX века как деревня в Столбунской волости Гомельского уезда Могилёвской губернии. В 1880 году открыт хлебозапасный магазин. Согласно переписи 1897 года располагалась, школа грамоты. Рядом был фольварк Шейка (он же Кристинполье). В 1909 году 310 десятин земли, в фольварке 395 десятин земли.
С 8 декабря 1926 года по 30 декабря 1927 года центр Шейкогутского сельсовета Светиловичского, с 4 августа 1927 года Ветковского районов Гомельского округа. Во время Великой Отечественной войны 3 жителя погибли на фронте. В 1959 году в составе совхоза «Дружба» (центр — деревня Неглюбка).

## Население

### Численность
- 2004 год — 14 хозяйств, 22 жителя.

### Динамика
- 1897 год — 50 дворов 277 жителей (согласно переписи).
- 1909 год — 300 жителей; в фольварке — 11 жителей.
- 1940 год — 51 двор, 316 жителей.
- 1959 год — 241 житель (согласно переписи).
- 2004 год — 14 хозяйств, 22 жителя.